# Oxalis goetzei
Oxalis goetzei är en harsyreväxtart som beskrevs av Adolf Engler. Oxalis goetzei ingår i släktet oxalisar, och familjen harsyreväxter. Inga underarter finns listade i Catalogue of Life.